# Pseudodaphnella crasselirata
Pseudodaphnella crasselirata é uma espécie de gastrópode do gênero Pseudodaphnella, pertencente a família Raphitomidae.